# Klokan dama
Klokan dama (Notamacropus eugenii, syn. Macropus eugenii) je jeden z méně ohrožených zástupců vačnatců. Klokan téměř králičího vzrůstu, který se lehko plete s klokanem parmou, se vyskytuje především v jižní a západní Austrálii. Je jedním z nejmenších zástupců čeledi klokanovitých, ale přesto má několik pozoruhodných schopností, například si dokáže udržet energii, i když skáče, vidí barevně a může pít mořskou vodu.[zdroj?] V jejich mateřském mléce je také obsažena speciální látka[která?], která má predispozice stát se novým antibiotikem.[zdroj?] Je to býložravý, noční živočich, který se přes den skrývá a vylézá jen v noci. Ačkoliv při kolonizaci Evropany bylo jeho teritorium značně omezeno, stále se nejedná o ohrožené zvíře dle měřítek IUCN. Žije ve větších skupinách a dožívá se okolo devatenácti let, v zajetí i více.

## Popis
Klokan dama má malou hlavu a velké uši s dlouhým, u kořene silným ocasem. Má tmavě šedohnědý hřbet, který se směrem dolů po bocích zesvětluje až do téměř bílé srsti na břiše. Klokan dama vykazuje výrazný pohlavní dimorfismus. Samci váží okolo 9,1 kg, zatímco samice jen 6,9 kg. Délka těla je u samců 59 až 68 cm, samice mají 52 až 63 cm. Na výšku mají obě pohlaví asi 45 cm. Ocas samců může mít až 45 cm, u samic je to podstatně méně, okolo 34 cm. Dokáží skočit až 2 m do dálky.

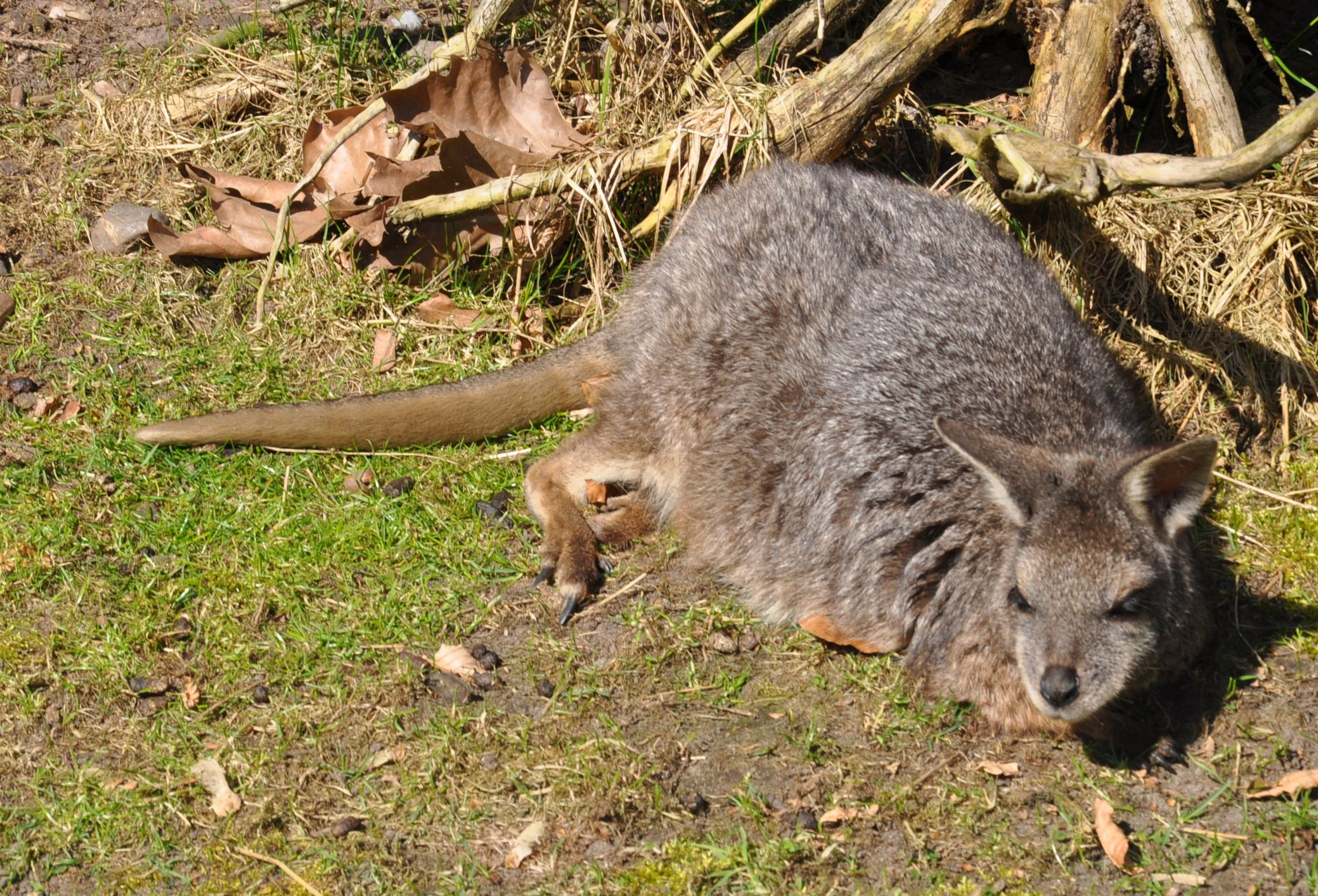
Ležící klokan dama
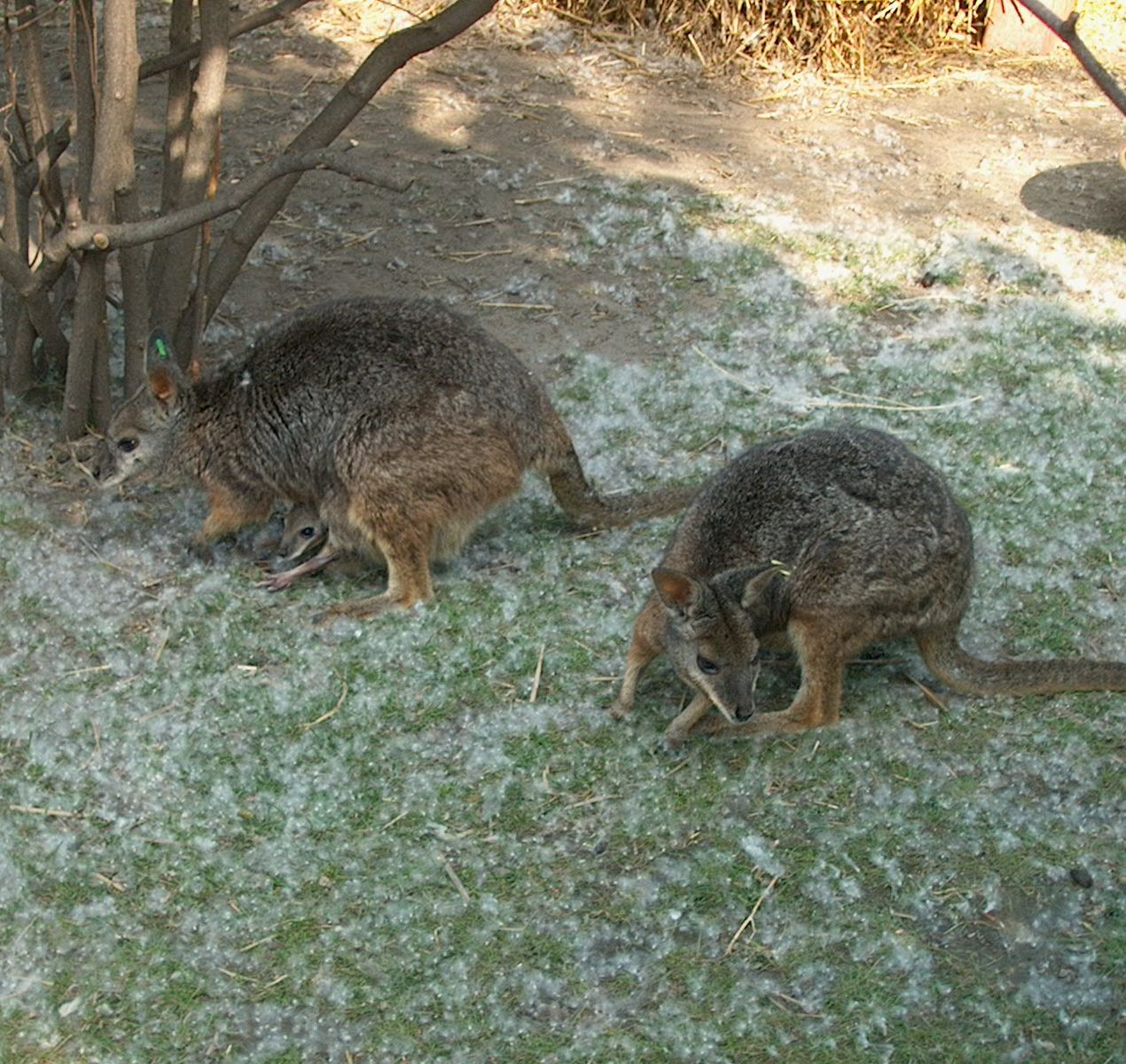
Dva jedinci

## Výskyt a rozšíření
Dříve byl rozšířen v izolovaných populacích na různých místech v jižní a jihozápadní Austrálii, mimo jiné i na různých ostrovech, na nichž částečně vyhynul. V současnosti žije již jen v jihozápadní Austrálii, na Eyreově poloostrově v jižní Austrálii a na Klokaním ostrově (Kangaroo Island), kde se mu daří. Obývá oblasti s hustou vegetací, jaké vídáme v řídkých eukalyptových lesích, v pobřežních stepních formacích a v mallee (oblast suchých keřů). Původně vyhynul i na Novém Zélandu, kam byl později znovu dovezen. I přes to je zdejší populace malá. V českých zoo zatím není k vidění.

## Klokani a lidé
Pro australské domorodce byl klokan hlavní dostupný zdroj potravy. První Evropan, který měl možnost vidět klokany, byl v roce 1700 objevitel James Cook. V 60. až 80. letech 20. století bylo klokaní maso z Austrálie vyváženo do Evropy, USA i Číny, kde se z něj většinou vyráběly konzervy pro psy. Postupně však s ohledem na ochranu přírody mnoho států dovoz klokaního masa omezuje. Dnes se již pro výrobu psího krmení neužívá, ale našlo uplatnění ve výživě lidí. Prodává se i v evropských obchodech a restauracích. Maso má tmavou barvu a nízký obsah tuku, je dosti vláknité a má chuť podobnou srnčí nebo daňčí zvěřině. Nejchutnější je dušené nebo vařené.
Australští farmáři vidí v klokanech škůdce, ale většinou je nezabíjeli pro maso. Aby je zničili, otrávili farmáři vodu tak, že v jedné oblasti v Západní Austrálii zahynulo během dvou měsíců 13 000 klokanů všech druhů, mezi nimi bylo i mnoho klokanů dama.[zdroj?] Na jiné farmě otrávili během pěti let 90 000 klokanů.[zdroj?] Mnoho klokanů je také zabito srážkou s autem. Samotní klokani ale nejsou agresivní, snesou lidi ve svém okolí.